# Himerta eruga
Himerta eruga är en stekelart som beskrevs av Leblanc 1989. Himerta eruga ingår i släktet Himerta och familjen brokparasitsteklar. Inga underarter finns listade i Catalogue of Life.